# Charlot apprendista
Charlot apprendista (Work) è un cortometraggio del 1915 diretto e interpretato da Charlie Chaplin.

## Trama
Quando si dice a ciascuno il suo lavoro, o anche il principale ha sempre ragione.
Apprendista imbianchino, Charlot, è costretto a tirare un carretto, a mo' di bestia, stracarico di utensili e attrezzi del mestiere e condotto dal suo principale che non esita ad usare la frusta per sollecitarne l'andatura. Arrancando e schiacciato dal peso immane, rischiando di essere travolto da un tram, finire in un tombino aperto, scalando una strada paurosamente in salita tra retrocessioni e avanzamenti, finalmente giunge sul luogo dove sono stati insanamente ingaggiati per tinteggiare e tappezzare il salotto di una grassona che, dopo il fiume di direttive impartite loro, colta dal legittimo sospetto per due appartenenti alla classe subalterna, raccoglie l'argenteria di casa e la rinchiude nella cassaforte. Replica di Charlot che, racimolati gli orologi da taschino suo e del principale e qualche spicciolo, se li sistema in una tasca dei pantaloni chiudendo il tutto con una spilla da balia.
Il principale dirige le attività, l'apprendista fatica e con meticolosa dedizione inizia l'opera di distruzione. Ad essere tinteggiati non saranno le pareti, ma pavimenti, suppellettili, arredamenti, lo stesso principale. La carta da parati si appiccicherà ovunque tranne che sul muro deputato. In una pausa della sua opera distruttrice Charlot fa conoscenza della bella, quanto inefficiente, cameriera; il padrone di casa, in ritardo per l'ufficio a causa delle attività in corso, fa invece conoscenza con l'amante della moglie che inopportunamente viene a farle visita con omaggio floreale e che invano proverà a camuffarsi da operaio: smascherato sarà rincorso per la casa dal marito furibondo armato di revolver, uno dei colpi del quale provocherà l'esplosione di una stufa a gas, con conseguente crollo dell'intera abitazione, dalle cui macerie emergerà il volto stupito e frastornato dell'apprendista decoratore.

## Produzione
Il film fu prodotto dalla Essanay Film Manufacturing Company. Venne girato in California, a San Francisco.

## Distribuzione
Distribuito dalla General Film Company, il film - un cortometraggio in due bobine della durata di 31 minuti - uscì nelle sale cinematografiche statunitensi il 21 giugno 1915.